# 선성현객사
선성현객사(宣城縣客舍)는 경상북도 안동시 성곡동에 있는 객사이다. 1973년 8월 31일 경상북도의 유형문화재 제29호로 지정되었다.

## 개요
고려와 조선시대에 각 고을에 설치했던 관아건물이다. 조선 숙종 38년(1712)에 다시 지어진 것으로 전해오는데, 안동댐 건설로 1976년 지금의 위치로 옮겨졌다.
一자형 구조를 지니고 있는 이 객사는 앞면 11칸·옆면 3칸 규모이며, 지붕 옆면이 사람 인(人)자 모양인 맞배지붕집이다. 벽돌이 깔려 있는 가운데 5칸은 중심공간인 정당으로, 온돌방·대청·툇마루로 이루어진 양옆 3칸씩의 익실보다 지붕이 한층 높게 되어 있다
중심공간인 정당에서는 원래 궐패를 모셔놓고 초하루·보름에 대궐이 있는 쪽을 향하여 절을 하였고, 양 옆의 익실은 사신이나 귀한 손님을 맞이하는 숙소로 사용되었다.
조선시대 객사의 전형적인 모습을 잘 간직하고 있는 건물이다.

## 참고 자료
- 선성현객사 - 국가유산청 국가유산포털